# Coryanthes hunteriana
Coryanthes hunteriana es una orquídea de hábito epífita originaria de Centroamérica.

## Descripción
Es una orquídea de tamaño mediano, que prefiere el clima cálido creciendo como epifita con pseudobulbos acanalados cilindro-cónicas, que llevan 2 hojas, apicales, plegadas, erecto-patentes a suberectas, elíptico-lanceoladas, agudas a acuminadas, estrechándose gradualmente abajo en la alargadas hojas basales pecioladas. Florece en primavera en una inflorescencia colgante,de 30 cm de largo, con 1 a 2  flores con varias vainas y brácteas florales  oblongas,  obtusas con grandes y fragantes flores. Esta especie se encuentra a menudo asociada con las hormigas y pueden beneficiarse de su presencia.

## Distribución
Se encuentra en Costa Rica y Panamá como una de

## Taxonomía
Coryanthes hunteriana fue descrita por Rudolf Schlechter y publicado por primera vez en Repertorium Specierum Novarum Regni Vegetabilis, Beihefte 17: 63–64. 1922.
Etimología
Coryanthes: (abreviado Crths.) nombre genérico que procede del griego "korys" = "casco" y de "anthos" = "flor" en alusión al epiquilo del labelo parecido a un casco.

hunteriana: epíteto otorgado en honor de Hunter.